# Thân vương quốc Bulgaria
Thân vương quốc Bulgaria (tiếng Bulgaria: Княжество България, Knyazhestvo Balgariya), là một quốc gia chư hầu của Đế chế Ottoman, nhưng độc lập trên thực tế. Nó được thành lập theo Hiệp ước Berlin năm 1878.
Sau khi Chiến tranh Nga-Thổ kết thúc với chiến thắng thuộc về Nga, Hiệp ước San Stefano được Nga và Đế chế Ottoman ký kết vào ngày 03/03/1878. Theo đó một Thân vương quốc Bulgaria được thành lập với diện tích rộng lớn, bao gồm hầu hết lãnh thổ cư trú của Người Bulgaria ở Balkan và hầu hết Moesia, Thrace và Macedonia, trải dài từ Biển Đen đến Biển Aegean. Tuy nhiên, Vương quốc Anh và Đế quốc Áo-Hung phản đối, vì sợ nó làm thay đổi cán cân quyền lực ở Địa Trung Hải. Do đó, các cường quốc đã được triệu tập và ký kết Hiệp ước Berlin để thay cho Hiệp ước San Stefano trước đó chưa từng được thực hiện. Hiệp ước này đã tạo ra một thân vương quốc nhỏ hơn nhiều của người Bulgaria và lãnh thổ tự trị Đông Rumelia nằm trong Đế chế Ottoman.
Mặc dù là một chư hầu của Ottoman, nhưng Bulgaria chỉ thừa nhận quyền lực của Sultan đế chế này một cách bán chính thức. Thân vương quốc Bulgaria có hiến pháp, quốc kỳ và quốc ca riêng, nó cũng thực hiện chính sách đối ngoại của riêng mình. Năm 1885, một cuộc cách mạng không đổ máu đã dẫn đến việc Đông Rumelia bị sáp nhập vào Bulgaria, mà Đế chế Ottoman đã chấp nhận với Thỏa thuận Tophane. Ngày 5 tháng 10 năm 1908, Bulgaria tuyên bố độc lập với tên gọi Vương quốc Bulgaria.
Năm 1393, Chiến tranh Bulgaria-Ottoman kết thúc với sự sụp đổ của Đế chế Bulgaria. Dưới sự cai trị của Ottoman, giới quý tộc Bulgaria bị tiêu diệt và ý thức dân tộc bị đàn áp. Sự phục hưng dân tộc Bulgaria nổi lên vào thế kỷ XVIII, đã làm sống lại bản sắc dân tộc Bulgaria và khơi dậy ý tưởng thành lập một nhà nước Bulgaria mới. Nhiều cuộc nổi dậy và phong trào cách mạng chống lại người Ottoman đã xảy ra cùng với các phong trào tương tự ở phần còn lại của Balkan, lên đến đỉnh điểm là Chiến tranh Nga-Thổ từ năm 1877 đến 1878.

## Hiệp ước Berlin

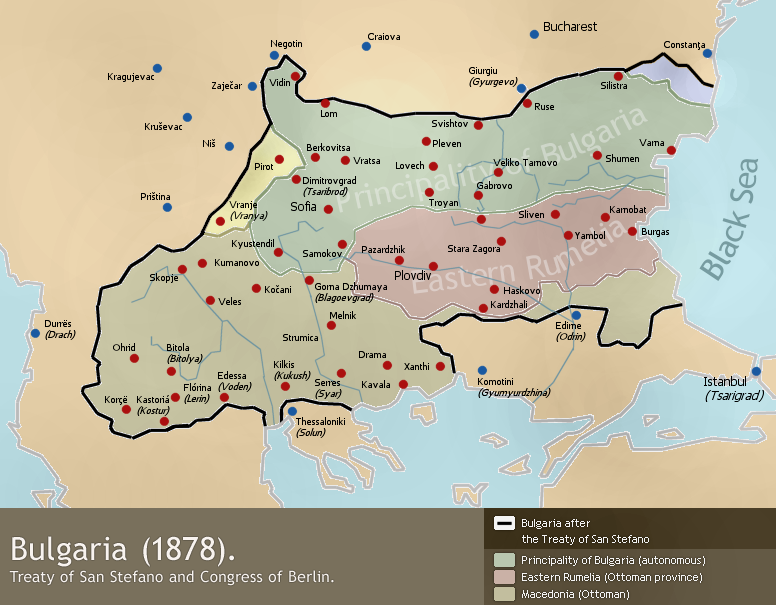
Hiệp ước San Stefano và Hiệp ước Berlin

Hiệp ước San Stefano ngày 3 tháng 3 năm 1878 đề xuất thành lập một nhà nước Bulgaria, bao gồm các khu vực địa lý của Moesia, Thrace và Macedonia. Sau này người Bulgaria kỷ niệm ngày quốc khánh hàng năm là ngày 3 tháng 3.
Tuy nhiên, lo sợ về việc thành lập một quốc gia chư hầu lớn ở vùng Balkan phụ thuộc vào Nga khiến các cường quốc khác ở châu Âu lo ngại. Kết quả là Hiệp ước Berlin (1878), dưới sự giám sát của Otto von Bismarck của Đức và Benjamin Disraeli của Vương quốc Anh, đã sửa đổi hiệp ước trước đó, và thu nhỏ diện tích của Nhà nước Bulgaria được đề xuất bởi Hiệp ước San stefano.
Một Thân vương quốc tự trị rộng rãi của dân tộc Bulgaria đã được thành lập giữa Sông Danube và Dãy Stara Planina, với thủ phủ đặt tại Veliko Turnovo, bảo gồm cả Sophia. Nhà nước này trên danh nghĩa là quốc gia chư hầu của Đế quốc Ottoman, nhưng được cai trị do một vương công được bầu bởi người Bulgaria và được sự đồng ý của các cường quốc. Họ đảm bảo rằng vị vương công này không thể là người Nga, nhưng trong một thỏa thuận, Vương tử Alexander xứ Battenberg, cháu họ của Sa hoàng Nga Aleksandr II đã được bầu chọn. Một tỉnh tự trị dưới tên Đông Rumelia được thành lập ở phía Nam Dãy Stara Planina, trong đó Macedonia được trả lại dưới quyền của Đế quốc Ottoman.

## Thế kỷ 19
Người Bulgaria đã thông qua một hiến pháp dân chủ tiên tiến, và quyền lực nhanh chóng được thông qua cho Đảng Tự do do Stefan Stambolov đứng đầu. Aleksandr I ban đầu có tư tưởng bảo thủ, phản đối chính sách của Stambolov, nhưng đến năm 1885 ông đã trở nên thông cảm với đất nước mới của mình và đã thay đổi ý định, ủng hộ đảng Tự do. Ông cũng ủng hộ sự thống nhất Bulgaria và Đông Rumelia, được đưa ra bởi một cuộc đảo chính ở Plovdiv vào tháng 9 năm 1885. Các cường quốc không can thiệp vì quyền lực đấu tranh giữa họ. Ngay sau đó, Serbia tuyên bố chiến tranh với Bulgaria với hy vọng chiếm lĩnh lãnh thổ trong khi Bulgaria bị phân tâm. Người Bulgaria đánh bại họ tại Slivnitsa, đã đẩy quân đội Serbia trở về Serbia và thành công tái chiếm lại các thành phố đông dân của Bulgaria là Pirot và Vranya, trở lại trạng thái hòa bình với Serbia thông qua Hiệp ước Bucharest năm 1886.
Những sự kiện này khiến Alexander rất nổi tiếng ở Bulgaria, nhưng Nga ngày càng không hài lòng với khuynh hướng tự do dưới triều đại của ông. Vào tháng 8 năm 1886, họ đã phát động một cuộc đảo chính, trong quá trình Alexander buộc phải thoái vị và bị lưu đày sang Nga. Tuy nhiên, Stambolov đã hành động nhanh chóng và những người tham gia cuộc đảo chính bị buộc phải chạy trốn khỏi đất nước. Stambolov đã cố gắng phục hồi Alexander, nhưng sự phản đối mạnh mẽ của Nga buộc hoàng tử phải thoái vị lần nữa. Vào tháng 7 năm 1887, Bulgaria đã bầu Ferdinand của Saxe-Coburg-Gotha làm Hoàng tử mới của họ. Ferdinand là " người Áoứng cử viên" và người Nga từ chối công nhận ông. Ferdinand ban đầu đã làm việc với Stambolov, nhưng 1894 mối quan hệ của họ trở nên tồi tệ. Stambolov từ chức và bị ám sát vào tháng năm 1895. Ferdinand sau đó đã quyết định khôi phục quan hệ với Nga, mà có nghĩa là trở về một chính sách bảo thủ. [ cần trích dẫn ]

## Thế kỷ 20
Có một dân số Bulgaria đáng kể vẫn sống dưới sự cai trị của Ottoman, đặc biệt là ở Macedonia. Để làm phức tạp vấn đề, Serbia và Hy Lạp cũng tuyên bố trên các vùng của Macedonia, trong khi Serbia, là một quốc gia Slav, cũng được coi là người Macedonia thuộc quốc gia Serbia. Vì vậy, bắt đầu một cuộc đấu tranh năm mặt để kiểm soát các khu vực này kéo dài cho đến khi chiến tranh thế giới thứ nhất. Năm 1903 đã có một cuộc nổi dậy của Bulgaria ở Ottoman Macedonia và chiến tranh dường như có khả năng xảy ra. Năm 1908 Ferdinand đã sử dụng cuộc đấu tranh giữa các cường quốc để tuyên bố Bulgaria là một vương quốc hoàn toàn độc lập, với chính ông là Tsar, mà ông đã làm vào ngày 5 tháng 10 (mặc dù được tổ chức vào ngày 22 tháng 9, như Bulgaria vẫn chính thức trên lịch Julian cho đến năm 1916)Nhà thờ Thánh Tử đạo Thánh, Veliko Tarnovo.

## Danh sách vương công của Bulgaria

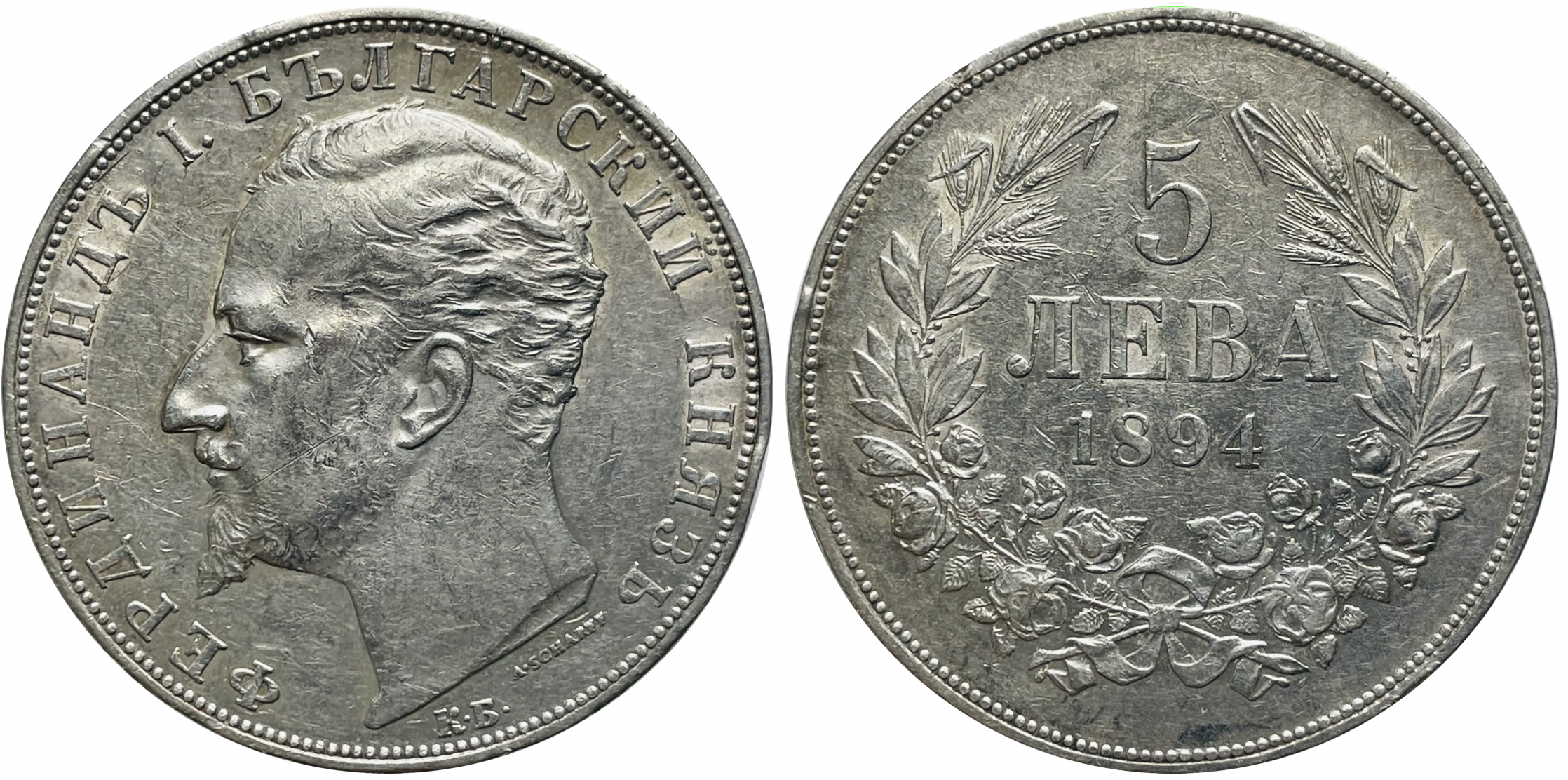
Đồng 5 leva bạc của Thân vương quốc Bulgaria, mặt trước là chân dung Vương công Ferdinand I, đúc năm 1894

| Portrait | Tên         | Sinh                | Mất                  | Lên ngôi            | Cho đến khi         | Chú thích                           |
| -------- | ----------- | ------------------- | -------------------- | ------------------- | ------------------- | ----------------------------------- |
|          | Aleksandr I | 5 tháng 4 năm 1857  | 23 tháng 10 năm 1893 | 29 tháng 4 năm 1879 | 7 tháng 9 năm 1886  | Thoái vị                            |
|          | Ferdinand I | 26 tháng 2 năm 1861 | 10 tháng 9 năm 1948  | 29 tháng 4 năm 1887 | 5 tháng 10 năm 1908 | đăng cơ Quốc vương Bulgaria từ 1908 |